# میدان قطب
میدان قطب یا میدان گرگ (به ترکی آذربایجانی: قورد میدانی، قوت میدانی) میدانی تاریخی در شهر تبریز بود که در مرکز محلهٔ خیابان واقع شده بود که مردم تبریز این میدان را قورد میدانی یا قوت میدانی می‌نامیدند. در زبان ترکی «قورد» به معنای گرگ است. از آنجائی که در گذشته این میدان محل رقص و جنگ و مسابقه گرگ‌های تربیت شده بود این محل را به این نام می‌شناسند. هم‌اکنون در نقشه‌ها و تابلوهای رسمی این محل با نام میدان قطب نشان داده می‌شود که به نام ميدان قطب نامیده شده است. البته این میدان هم‌اکنون در محله خيابان كه به دليل اولين خيابان كلاسيك در ايران به اين نام شهرت يافته، قرار دارد، و به ميدان قطب مشهور است.

## پیشینه
در سفرنامه‌ها و کتاب‌های تاریخی قدیم آمده است که یکی از تفریحات مردم قدیم تبریز گرگ‌بازی بود. مانند گاوبازی نزد مردم اسپانیا. لوطیان هر محل گرگ‌های نر را در کوچکی می‌گرفتند و تربیت می‌کردند و چون گرگ‌ها بزرگ می‌شدند آنها را در این میدان آورده به جان یکدیگر می‌انداختند. از هر محله‌ای گرگی درنده برای مسابقه می‌آوردند و مردم در دو طرف سلاح پوشیده حاضر بودند. پس پوزه گرگ‌ها را بسته آنها را به جان یکدیگر می‌انداختند. هر دسته از هر سو گرگ محله خود را با آواز بلند می‌ستود و اصطلاح معروف آن روز را که «گرگ ما خوب زد» (به ترکی آذربایجانی: بیزیم قوردوموز طرفی یاخشی باسدی) تکرار می‌کردند و آن چنان در این مسابقه بر یکدیگر مفاخره می‌کردند که به جوش و خروش آمده کار از شعار به جنگ و ستیز می‌کشید و گاه می‌شد که صد تن در این میانه کشته یا مجروح می‌شدند و چون این مسابقه موجب بی‌نظمی و کشتار می‌شد شاه عباس اول این رسم را منسوخ کرد. ژان شاردن جهانگرد فرانسوی که در سال ۱۶۷۳ میلادی در زمان شاه سلیمان صفوی تبریز را دیده بود درباره قورد میدانی چنین نوشته است:
قورد میدانی تبریز شاید بزرگترین میدان دنیا است. جایی که ترک‌ها به آسانی در آنجا چندین هزار مرد جنگی را سان می‌دیدند. این میدان روزها بازار عمومی با اجناس مختلف و مأکولات ارزان قیمت بود و عصرها تا پاسی از شب پر از جماعتی می‌شد که برای تفریح و وقت‌گذرانی به اینجا می‌آیند. در میدان مزبور قصر ویرانی است که مردم آن را قصر جعفر پاشا می‌نامند و می‌گویند که این میدان قرارگاه لشکر عثمانی بوده است. در این میدان جماعت زیادی به هوس تماشای جنگ گاوها و قوچ‌ها و رقص و نبرد گرگ‌ها جمع می‌شوند .... تماشای رقص و جنگ گرگ‌ها در این میدان بهترین تفریح تبریزی‌هاست و از جاهای دوردست گرگ‌هایی را که خوب بلدند برقصند و بجنگند به این شهر می‌آوردند.»
شاهزاده نادر میرزا از مورخین دوره قاجار و از نوادگان فتحعلی شاه در کتاب تاریخ و جغرافی دارالسلطنه تبریز می‌نویسد:
تبریزیان به روزگار گذشته دیدنی‌ها داشتند که یکی از آنها بازی گرگ بود و اکنون آن میدان که این کار آنجا همی‌کردند به جای است و «قورد میدانی» نامند. آنجا بود که گرگ‌های نر به کوچکی همی‌گرفتند و تربیت همی‌ کردند. به هر کویی به سال چند روز جنگ گرگ بود. از هر محله گرگی درنده همی‌ آوردند و مردم دو طرف سلاح پوشیده حاضر بودندی. گرگ‌ها به یکدیگر حمله همی‌ دادندی. با دهان بسته یکدیگر را مالش همی‌ دادند و به آغوش همی‌ فشردند. از هر دو سوی هیاهوی خواستی که «گرگ ما خوب به بغل آمد.» آن دسته دیگر گرگ خود بستودی تا کار از سخن به رزم کشیدی. گاه بودی صد تن کشته و مجروح شدی. پادشاه بزرگ شاه عباس این کار زشت برداشت ..... شنودم که پیری صد ساله را گفتند «گرگ فلان کوی فرزند جوان تو را شکم بدرید، بمرد.» گفت: «برگوی که گرگ ما خوب به بغل آمد یا آن گرگ؟» گفتند: «گرگ کوی ما خوب به بغل آمد.» گفت: «مُردن پسر سهل باشد.»..... 